# Custo invisível
Os custos invisíveis estão diretamente relacionados às pessoas (bens não tangíveis) no que diz respeito a: comunicação, criatividade, reuniões eficazes, harmonia entre os colaboradores, rotatividade de pessoal, comprometimento e responsabilidade e são, em sua maioria decorrentes de trabalhos realizados de forma errada.
As empresas trabalham na busca por resultados, e muitas acreditam que, ter produtos de qualidade ou uma boa estratégia de marketing é o suficiente para o alcance desses resultados. Na verdade essas empresas estão focadas somente ao visível, ou seja, ao quantificável. Trabalham apenas com evidências e fatos, e não percebem que possuem uma outra dimensão que afeta consideravelmente seus resultados, a qual podemos chamar de Custos Invisíveis ou Bens Não Tangíveis, fundamentais para o sucesso das empresas.
Os Custos Invisíveis estão presentes nos diferentes setores da organização e, podem afetar consideravelmente o desempenho e o resultado organizacional da empresa.
1. ↑  FEMENICK, Tomslav. A Problemática e a Solução Para os Custos Invisíveis e Custos Ocultos - Tomslav.com
2. ↑  O século XXI e o custo invisível - Matesco